# Scleronotus monticellus
Scleronotus monticellus är en skalbaggsart som beskrevs av Júlio 1998. Scleronotus monticellus ingår i släktet Scleronotus och familjen långhorningar. Inga underarter finns listade i Catalogue of Life.